# مورسنگ‌چشم بامبویی
مورسنگ‌چشم بامبویی (نام علمی: Cymbilaimus sanctaemariae) گونه‌ای از پرندگان در زیرتیرهٔ Thamnophilinae از تیرهٔ مورچه‌مرغان (Thamnophilidae)، «مورچه‌های نمادین» است که در بولیوی، برزیل و پرو یافت می‌شود.